# Subregión del Gran Mekong

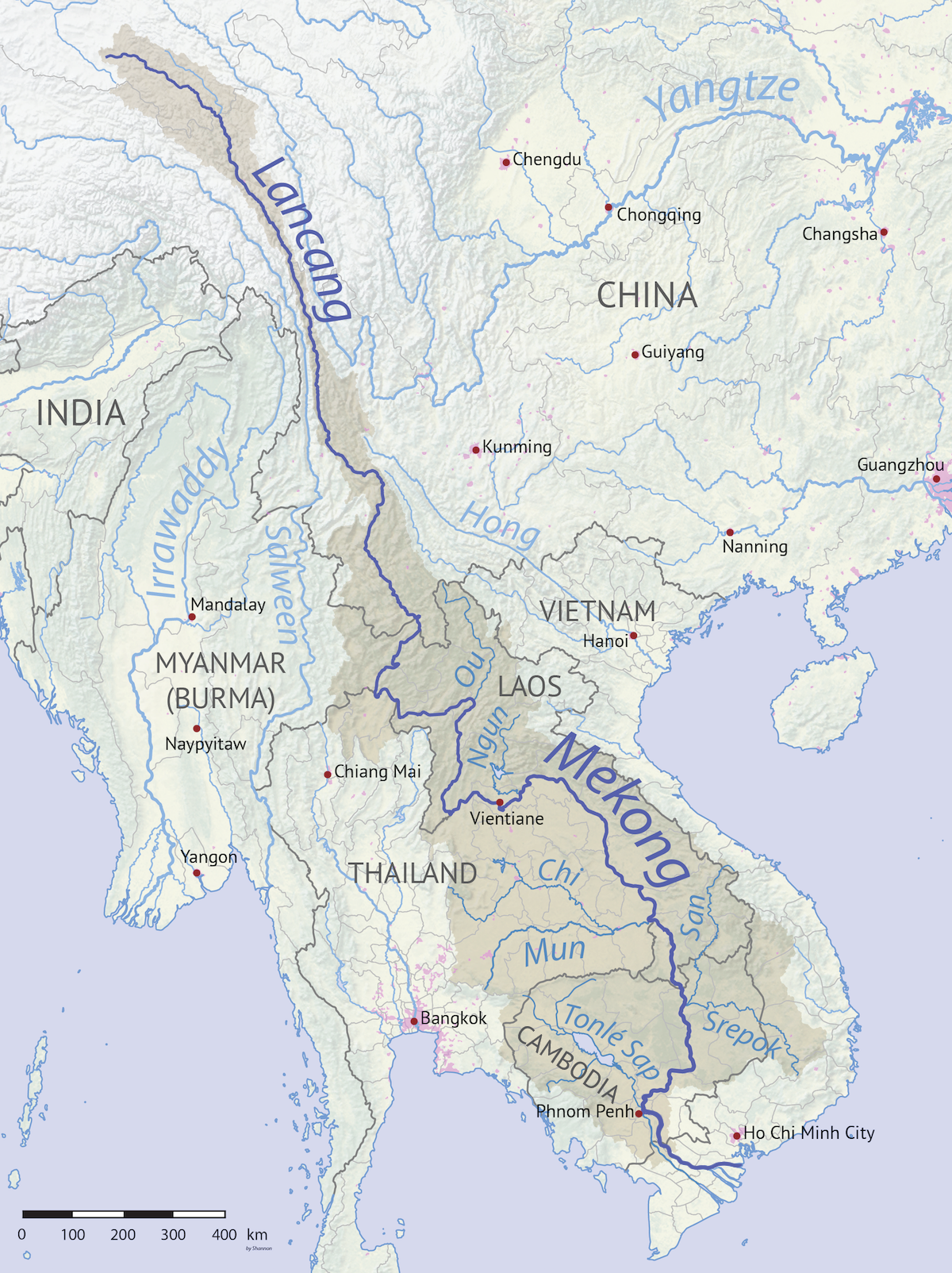
Subregión del Gran Mekong.

La subregión del Gran Mekong es un proyecto de desarrollo formado por el Banco Asiático de Desarrollo en 1992, que engloba a seis países por los que atraviesa el río Mekong: Camboya, Laos, Birmania, Tailandia, Vietnam y China —provincia de Yunnan—. La región es considerada un punto caliente de biodiversidad por Conservation International y WWF.

## Geología
La región tiene un paisaje diverso geográfica incluyendo macizos, mesetas, piedra caliza cárstica, tierras bajas, fértiles llanuras aluviales y deltas. Dentro del Gran Mekong se encuentran bosques de hojas perennes, semiperennes, hojas caducifolias y dipterocarpáceas. Igualmente existen manglares, pantanos y pastizales. Entre los ambientes acuáticos están las aguas fluyen desde las montañas, arroyos y humedales, como el lago Tonlé Sap en Camboya.

## Biodiversidad
La variedad geográfica de la región y la consiguiente multiplicidad de zonas climáticas apoya de manera significativa a la biodiversidad, con aproximadamente 1068 especies nuevas descubiertas entre 2002 y 2012. La región geográfica encapsula 16 de las 238 ecorregiones establecidas por WWF en el programa Global 200. En estos hábitats se estima que viven 20 000 especies de plantas, 1300 especies de peces, 1200 especies de aves, 800 especies de reptiles y anfibios y 430 especies de mamíferos. Entre las especies más destacadas están el rinoceronte de Java, el delfín de Irrawaddy y el siluro gigante del Mekong.

## Amenazas
La biodiversidad de la región está clasificada como uno de los cinco puntos calientes de biodiversidad más amenazados de acuerdo a Conservation International. La WWF atribuye esto al acelerado desarrollo económico, al crecimiento demográfico y al aumento de los patrones de consumo, incluyendo la agricultura, la deforestación, la tala —así como el comercio ilegal de madera—, el tráfico de especies silvestres, la pesca excesiva, la minería y la construcción de carreteras y presas. La WWF igualmente señala que la región es particularmente vulnerable al cambio climático global.